# メガラヤン
| 累代        | 代     | 紀       | 世     | 期                   | 基底年代 Mya |
| ----------- | ------ | -------- | ------ | -------------------- | ------------ |
| 顕生代      | 新生代 | 第四紀   | 完新世 | メガラヤン           | 0.0042       |
| 顕生代      | 新生代 | 第四紀   | 完新世 | ノースグリッピアン   | 0.0082       |
| 顕生代      | 新生代 | 第四紀   | 完新世 | グリーンランディアン | 0.0117       |
| 顕生代      | 新生代 | 第四紀   | 更新世 | 後期更新世           | 0.129        |
| 顕生代      | 新生代 | 第四紀   | 更新世 | チバニアン           | 0.774        |
| 顕生代      | 新生代 | 第四紀   | 更新世 | カラブリアン         | 1.8          |
| 顕生代      | 新生代 | 第四紀   | 更新世 | ジェラシアン         | 2.58         |
| 顕生代      | 新生代 | 新第三紀 | 鮮新世 | ピアセンジアン       | 3.6          |
| 顕生代      | 新生代 | 新第三紀 | 鮮新世 | ザンクリアン         | 5.333        |
| 顕生代      | 新生代 | 新第三紀 | 中新世 | メッシニアン         | 7.246        |
| 顕生代      | 新生代 | 新第三紀 | 中新世 | トートニアン         | 11.63        |
| 顕生代      | 新生代 | 新第三紀 | 中新世 | サーラバリアン       | 13.82        |
| 顕生代      | 新生代 | 新第三紀 | 中新世 | ランギアン           | 15.97        |
| 顕生代      | 新生代 | 新第三紀 | 中新世 | バーディガリアン     | 20.44        |
| 顕生代      | 新生代 | 新第三紀 | 中新世 | アキタニアン         | 23.03        |
| 顕生代      | 新生代 | 古第三紀 | 漸新世 | チャッティアン       | 27.82        |
| 顕生代      | 新生代 | 古第三紀 | 漸新世 | ルペリアン           | 33.9         |
| 顕生代      | 新生代 | 古第三紀 | 始新世 | プリアボニアン       | 37.8         |
| 顕生代      | 新生代 | 古第三紀 | 始新世 | バートニアン         | 41.2         |
| 顕生代      | 新生代 | 古第三紀 | 始新世 | ルテシアン           | 47.8         |
| 顕生代      | 新生代 | 古第三紀 | 始新世 | ヤプレシアン         | 56           |
| 顕生代      | 新生代 | 古第三紀 | 暁新世 | サネティアン         | 59.2         |
| 顕生代      | 新生代 | 古第三紀 | 暁新世 | セランディアン       | 61.6         |
| 顕生代      | 新生代 | 古第三紀 | 暁新世 | ダニアン             | 66           |
| 顕生代      | 中生代 | 中生代   | 中生代 |                      | 251.902      |
| 顕生代      | 古生代 | 古生代   | 古生代 |                      | 541          |
| 原生代      | 原生代 | 原生代   | 原生代 |                      | 2500         |
| 太古代      | 太古代 | 太古代   | 太古代 |                      | 4000         |
| 冥王代      | 冥王代 | 冥王代   | 冥王代 |                      | 4600         |
| 1. 2. 3. 4. |        |          |        |                      |              |

メガラヤン（英：Meghalayan）は、西暦2000年(地質時代の基点)から4250年前にあたる、地質時代の一つ。新生代第四紀完新世を三区分したうちの後期完新世（こうきかんしんせい、Late Holocene）言い換えると地質年代最後の時代区分である。年代層序における第四系完新統で最も上部にある階、メガラヤン階（メガラヤンかい、Meghalayan Stage）および上部完新統（じょうぶかんしんとう、Upper Holocene）に対応する。
「メガラヤン」はインドのメガラヤ州に由来し、かつては「メーガーラヤン」や「メガーラヤン」とも表記されていた。

## 定義
国際標準模式層断面及び地点 (GSSP) はインド北東部メガラヤ州チェラプンジにある洞窟 Mawmluh Cave（洞口座標 北緯25度15分44秒 東経91度42分54秒 / 北緯25.26222度 東経91.71500度）で、KM-A と名付けられた二次生成物（石筍）の7.45 mmの深さがその下底（下限）に定義された。その模式標本はスミソニアン博物館に展示されている。Mawmluh Cave はインドで最も総延長が長く高低差が大きい洞窟の一つで、その環境は時代変化の化学的な証拠を保存するのに適している。4.2 kイベントと呼ばれる地質年代におけるイベントは低緯度地域でよく記録が保存されているため、この場所は良く適している。
二次生成物 KM-A の記録はδ18Oの変動がモンスーンの強さの指標となることに基づいている。この二次生成物 KM-A の安定同位体の分析（U-Th年代測定）から、4303年前（BP）から3888年前までの415年間に渡って、同位体の値が2段階に分けて増加していることがわかり、この中間点である4200年前（紀元前2250年、人類紀元7750年）がメガラヤン階の下底と定義された。δ18Oの値から、約12000年前から6000年前までモンスーンが低頻度に強まっていたが、4071年前から3888年前までの183年間モンスーンは弱まったことがわかる。δ18Oの値が1.5‰上昇すると、モンスーンの降水量が20-30%減少する。U-Th年代測定において、メガラヤン階の下底が位置する4200年前に近い3654年前と4112年前の間には、二次生成物 KM-A は直線的に成長を続けており、4200年前に気候変動があったことを支持する。これはインド亜大陸から東南アジアにかけてモンスーンが弱まり、降水量が急激に減少したという気候変動を反映し、これが4.2 kイベントの始まりを示している。
メガラヤンは2018年7月、グリーンランディアン・ノースグリッピアンとともに、国際層序委員会で批准された。
また、国際補助標準層序はカナダ・ローガン山の氷床コアである。

## 環境
4.2 kイベントは北米、ヨーロッパ、西アジアから中国にかけて、そしてアフリカ、南アメリカのアンデス・パタゴニア、南極と北太平洋中央部の記録からも裏付けられている。ほとんどの中緯度および低緯度の記録から、2-3世紀に亘る乾燥化が突然始まったことが示されているが、より湿潤な状態への遷移を示している記録もある。東アジアでの夏季モンスーンおよびインドの夏季モンスーンの大幅な転向または弱体化は約4200年前から発生し、オーストラリアにおける世紀規模の旱魃もインド・オーストラリアモンスーン変動とともにこの時期に始まる。北部高緯度地域では、氷河が顕著に前進する 'neo-glacial' という状態が約4200年前で顕著になり、一方、南極大陸の海面温度の低下と海氷被覆の増加は約4200年前以降に突然始まる。長江・黄河流域や中国北部での重要な新石器時代の文明崩壊と同時期に、スペイン、ギリシャ、パレスチナ、エジプト、メソポタミア、インダス川流域、チベット高原などの広い地域に亘って、天水地域（rain-fed region）の放棄、河岸のレフュジアへの生息地の移動、文明崩壊が考古学的に確認されている。中央アフリカでは、バンツー族の拡大の第一段階が4.2 kイベントと一致しており、アメリカ南西部やユカタン半島では農耕が大きく変化したりしたのと同じ時期である。国際地質科学連合事務局長のスタンレー・フィニーは、「メガラヤンの開始と、地球規模の気候変動に伴う文化の変化が一致しているという事実が、これを独特のものにしている」と語っている。

## 上限
メガラヤンは1950年以降を人新世に区分できる余地を残してある。